# Maria Pascher
Maria Pascher (* 24. Februar 1884 in Köln; † 27. März 1969) war eine deutsche Journalistin und Politikerin (zunächst SPD, dann KPD) und 1949 bis 1950 nordrhein-westfälische Landtagsabgeordnete.
Maria Pascher war Mitglied der SPD und von 1920 bis 1928 als Referentin der Partei tätig. Sie wurde 1922 Mitarbeiterin der Aachener Freien Presse und im gleichen Jahr Beisitzerin am Jugendgericht in Aachen. Noch vor Ende des Zweiten Weltkriegs wurde Pascher von den Besatzungsbehörden zur Leiterin einer neuen Journalistenschule ernannt und in die Leitung der neuen Aachener Nachrichten berufen.
Nach dem Krieg trat sie der KPD bei. 1946 wurde sie ernannte und ab 1948 gewählte Stadtverordnete in Aachen. Sie war Mitglied der 1. Bundesversammlung, von der am 12. September 1949 Theodor Heuss zum ersten Bundespräsidenten gewählt wurde. Am 7. November 1949 rückte sie in den nordrhein-westfälischen Landtag nach, dem sie bis zum 17. Juni 1950 angehörte. 